# Sorin Adrian Vornicu
Sorin Adrian Vornicu (n. 18 ianuarie 1948)  este un fost senator român în legislatura 1996-2000 ales în județul Neamț pe listele partidului FSN. În legislatura 1990-1992, Sorin Adrian Vornicu a fost membru în grupurile parlamentare de prietenie cu Regatul Spaniei, Regatul Thailanda, Republica Italiană, Ungaria, Japonia, Republica Populară Chineză. În legislatura 1996-2000, Sorin Adrian Vornicu a fost ales senator pe listele PD și a fost membru în grupurile parlamentar de prietenie cu Republica Elenă, Marele Ducat de Luxemburg și Republica Kazahstan. În legislatura 2000-204, Sorin Adrian Vornicu a fost ales senator pe listele PD,  în 2001 a devenit senator independent și a fost membru în grupurile parlamentare de prietenie cu Regatul Maroc și Republica Slovenia. În legislatura 2000-204, Sorin Adrian Vornicu a inițiat 8 propuneri legislativ, din care 7 au fost promulgate lege. Sorin Adrian Vornicu a fost prezent în Senat timp de 14 ani.
1. ↑  Roman, Ziarul de (24 noiembrie 2020), 72 de senatori și deputați pentru județul Neamț. Cine sunt cei care ne-au reprezentat în Parlament după Revoluție » Ziarul de Roman, Ziarul de Roman